# Дуглас Адамс (мовознавець)
Дуглас Адамс Квентін (англ. Douglas Quentin Adams) — американський мовознавець-індоєвропеїст, професор англійської мови в університеті Айдахо. Навчався в Чиказькому університеті і здобув ступінь PhD в 1972 році. Визнаний фахівець з тохарських мов.
Адамс у співавторстві з Дж. П. Меллорі написав дві фундаментальні праці про праіндоєвропейську мову й праіндоєвропейську культуру.
Видавець фахового журналу з індоєвропеїстики «Journal of Indo-European Studies».
Відзначений «University of Idaho Research Award» (2004).

## Наукові праці
- Adams, Douglas; Adam, Douglas Q. (1987). Essential modern Greek grammar. New York: Dover Publications. ISBN 0-486-25133-0.
- Adams, Douglas (1988). Tocharian historical phonology and morphology. New Haven, Conn: American Oriental Society. ISBN 0-940490-71-4.
- Mallory, J. P.; Adams, D. Q. (1997), Encyclopedia of Indo-European culture, London and Chicago: Fitzroy-Dearborn, ISBN 1884964982
- Hamp, Eric P.; Adams, Douglas (1997). Festschrift for Eric P. Hamp. Washington, D.C: Institute for the Study of Man. ISBN 0-941694-57-7.
- Adams, Douglas (1999). A dictionary of Tocharian B. Amsterdam: Rodopi. ISBN 90-420-0435-5.
- Mallory, J. P.; Adams, D. Q. (2006), The Oxford Introduction to Proto-Indo-European and the Proto-Indo-European World, USA: Oxford University Press, ISBN 0-19-929668-5, архів оригіналу за 23 березня 2015, процитовано 30 січня 2012